# Honda WR-V
Honda WR-V (Winsome Runabout Vehicle) — субкомпактный кроссовер, выпускающийся японской компанией Honda с 2017 года и продающийся исключительно на развивающихся рынках. В зависимости от рынка, автомобиль расположен ниже HR-V/Vezel или BR-V. Первое поколение, представленное в 2016 году в Сан-Паулу и являющееся производным от третьего поколения Fit/Jazz с видоизменённой передней частью, продавалось в Южной Америке и Индии. Второе поколение, представленное в 2022 году в Индонезии, базируется на платформе второго поколения BR-V и Amaze.

## Первое поколение (GL; 2017)
Первое поколение Honda WR-V было запущено в продажу 15 марта 2017 года в Бразилии и 16 марта того же года в Индии. WR-V является первым автомобилем Honda, разработанным Центром исследований и разработок Honda в Бразилии в сотрудничестве с Центром исследований и разработок Honda в Японии с учётом требований и предпочтений молодых бразильских и индийских покупателей.
У WR-V первого поколения были общие с Fit/Jazz многие детали и особенности, в том числе обшивка кузова, двери, приборная панель. Дорожный просвет составил 188 мм.
В 2020 году автомобиль прошёл фейслифтинг. Его продажи начались в Индии и Южной Америке.
В 2022 году продажи Honda WR-V в Бразилии были прекращены. До 2023 года автомобили выпускались на экспорт.

### Технические характеристики
В Индии первое поколение WR-V оснащалось 1,2-литровым четырёхцилиндровым бензиновым двигателем L12B i-VTEC мощностью 66 кВт (89 л. с.) и крутящим моментом 110 Н⋅м в паре с пятиступенчатой механической трансмиссией, в то время как 1,5-литровый турбодизельный двигатель N15A1 i-DTEC мощностью 74 кВт (99 л. с.) и крутящим моментом 200 Н⋅м сочетался в паре с шестиступенчатой механической трансмиссией. В Бразилии автомобиль оснащался 1,5-литровым двигателем L15A7 i-VTEC, который также применялся в Honda Fit. 

### Галерея

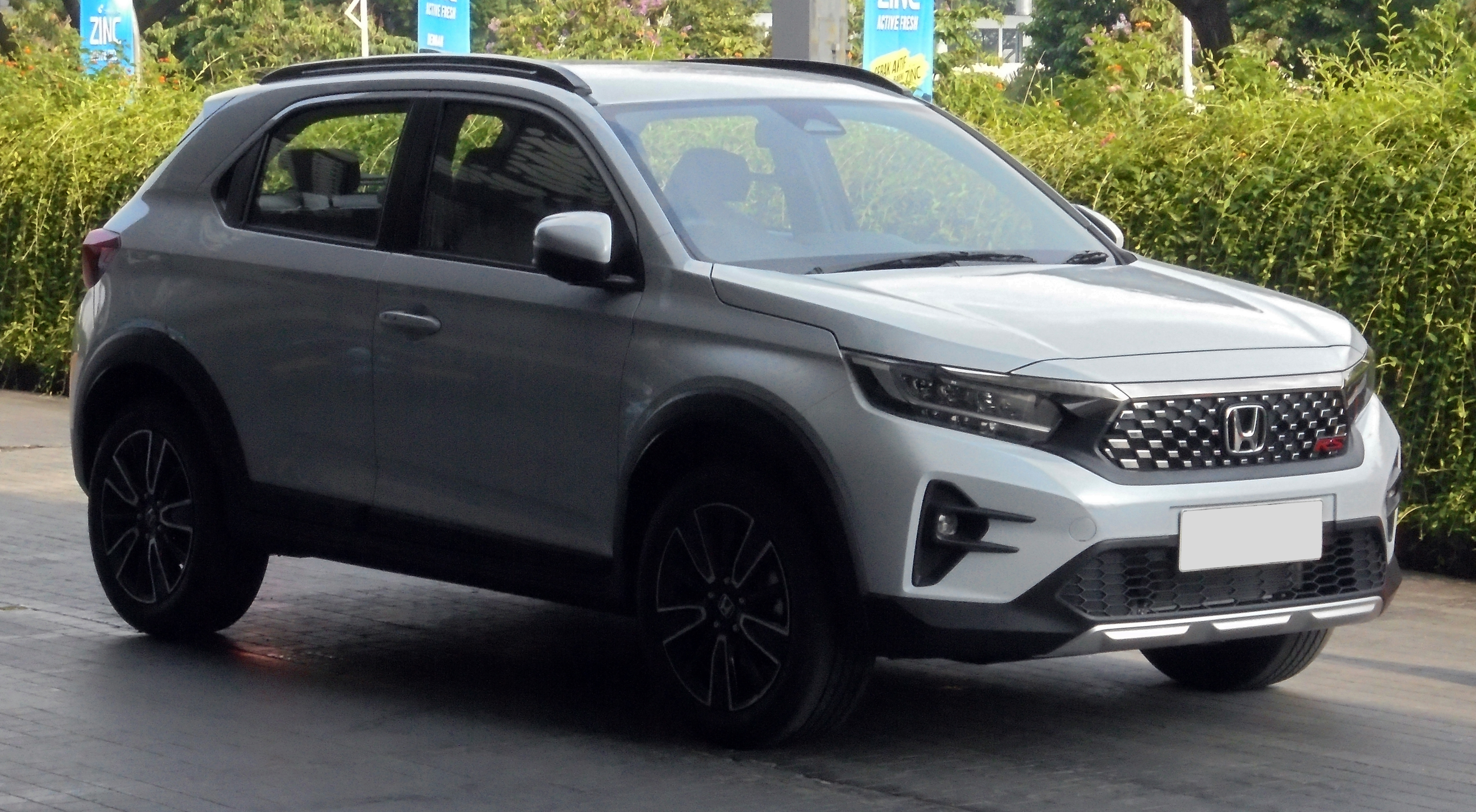
Вид спереди
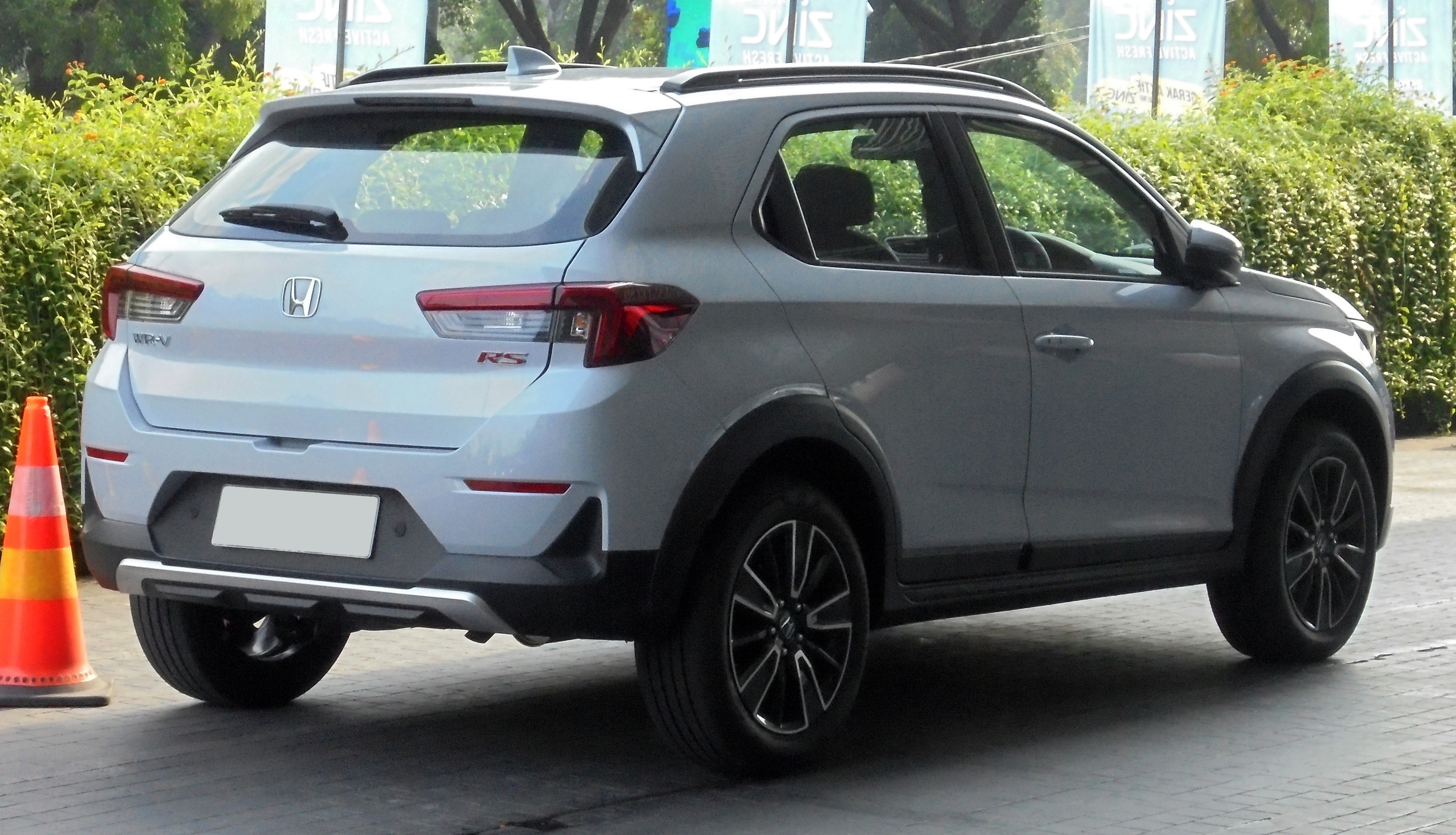
Вид сзади
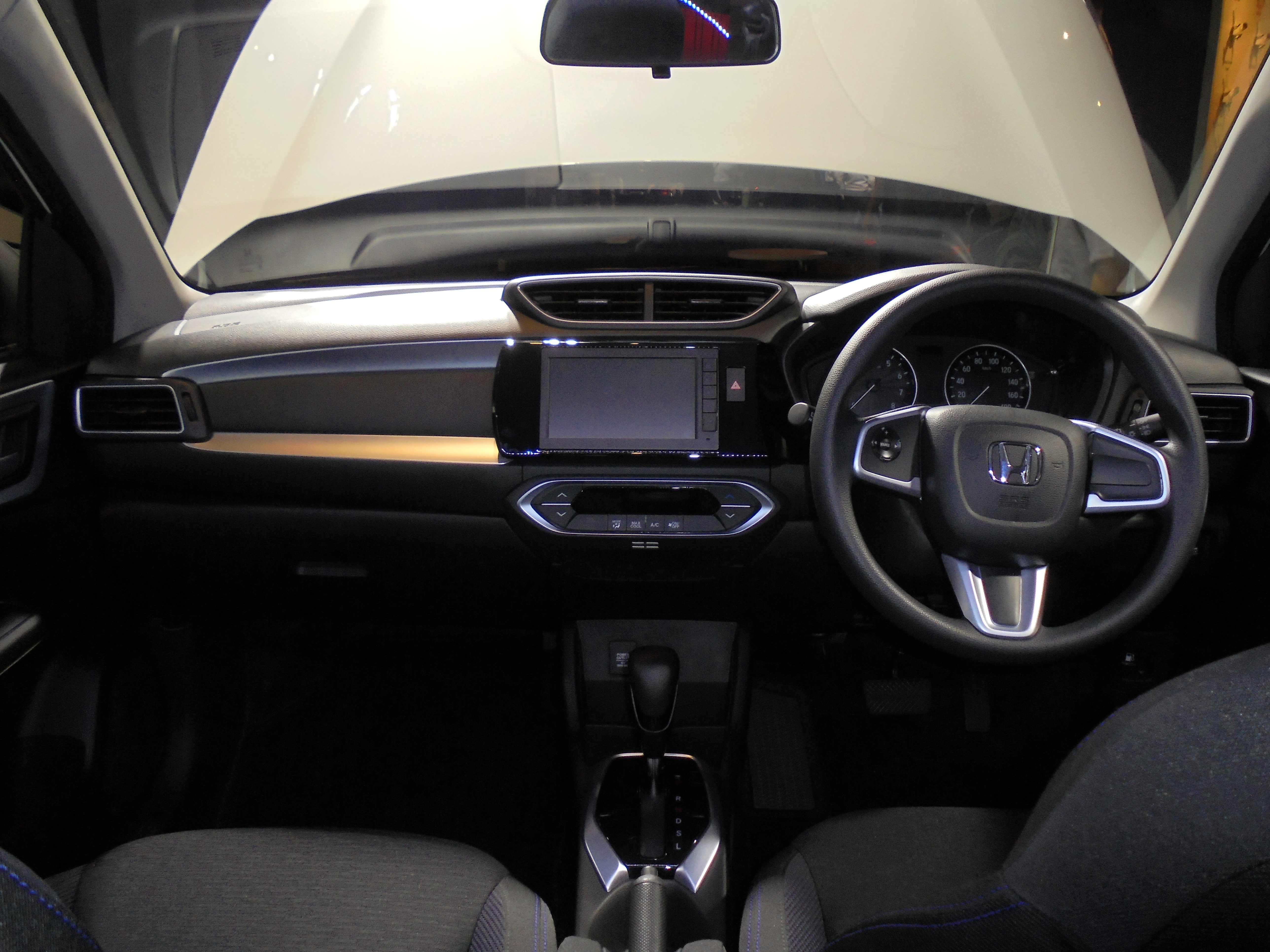
Интерьер
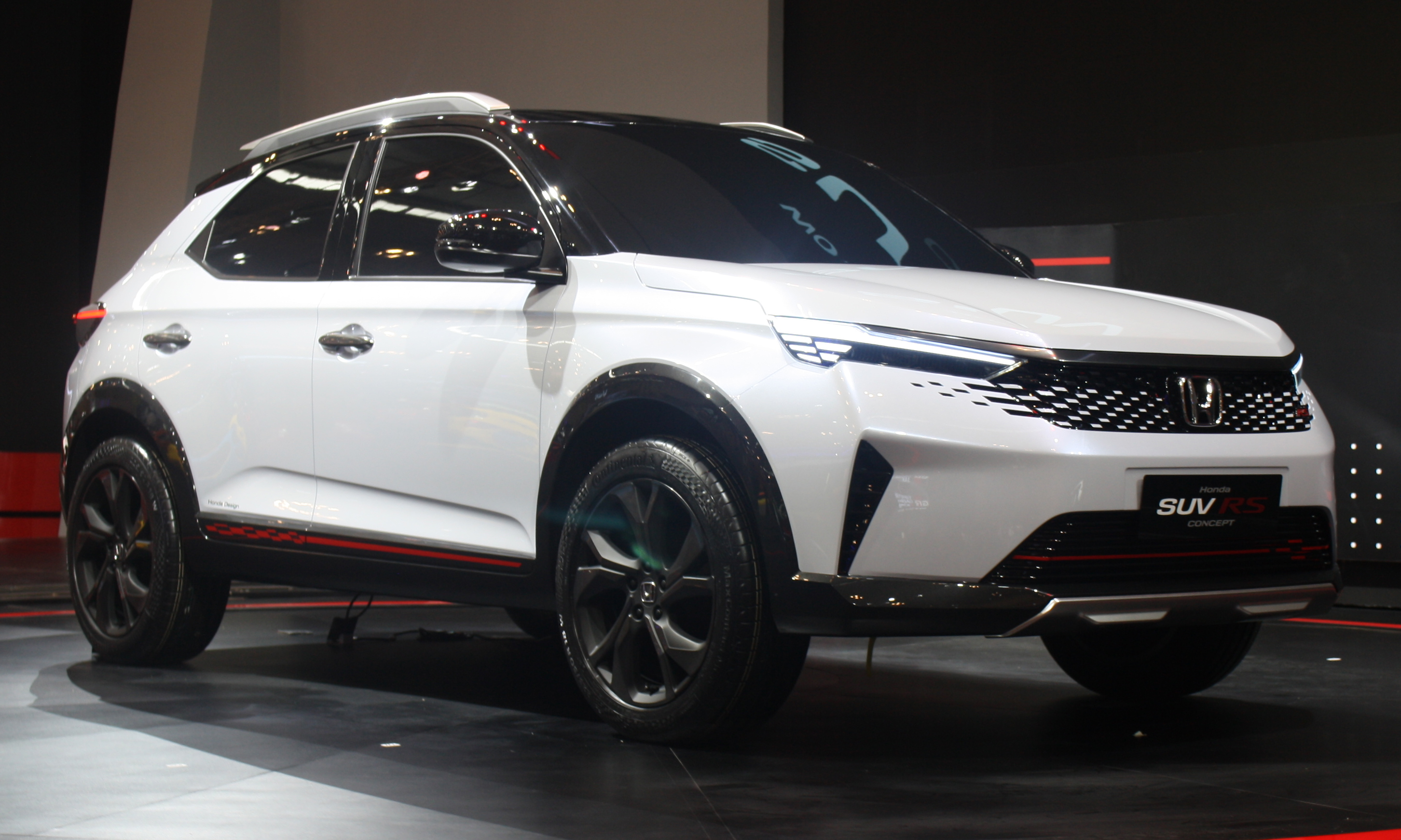
SUV RS Concept

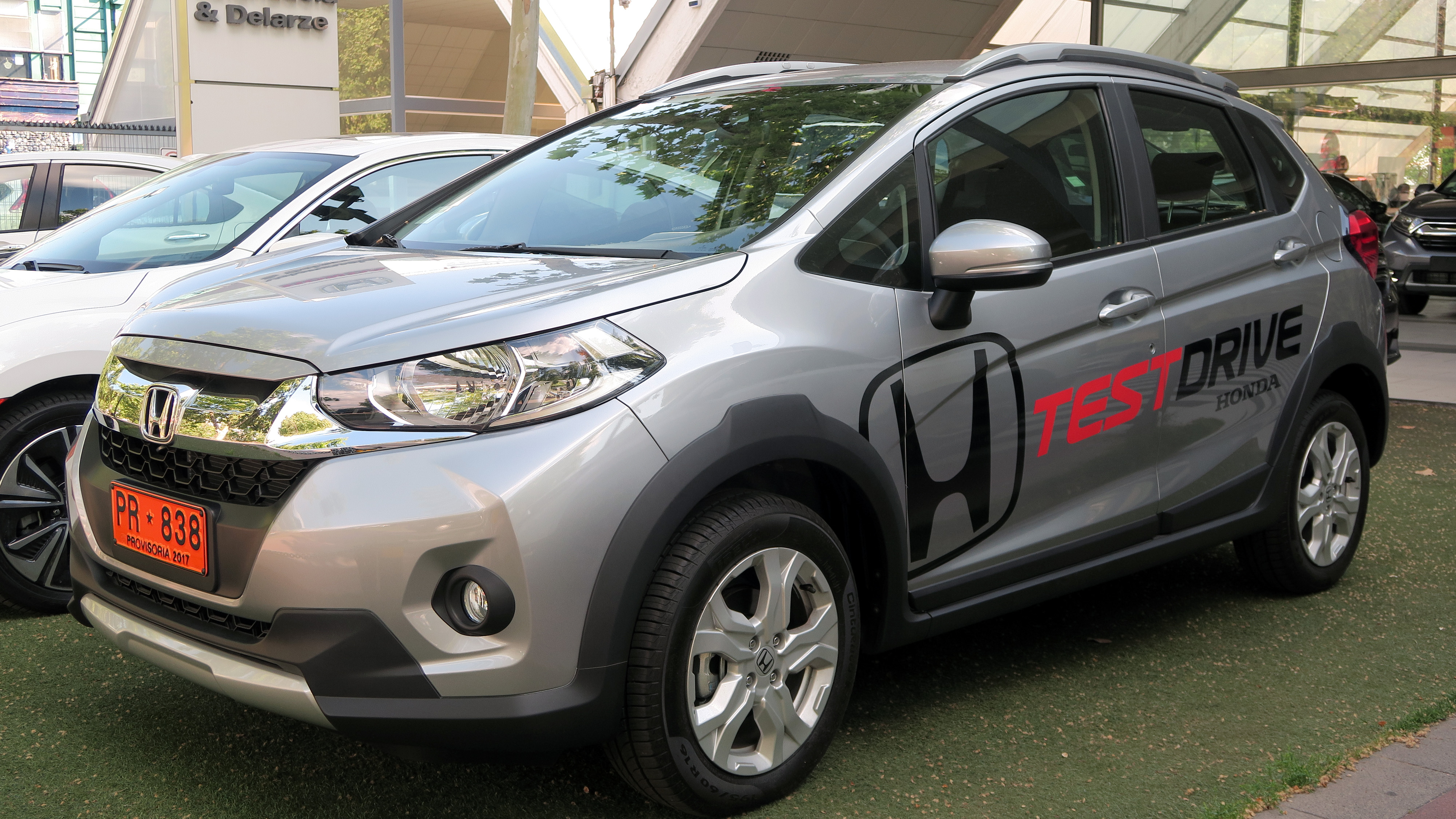
Вид спереди
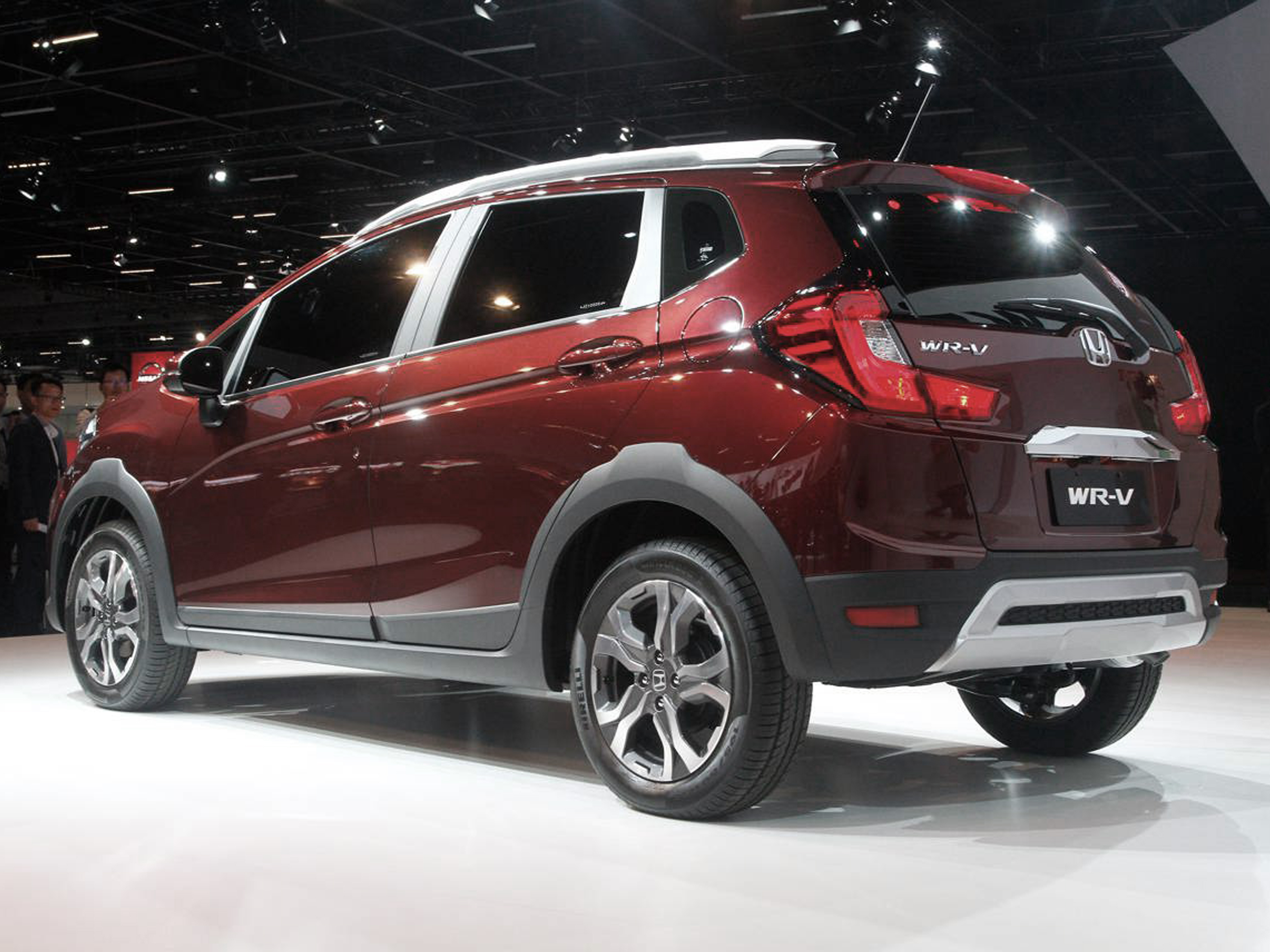
Вид сзади
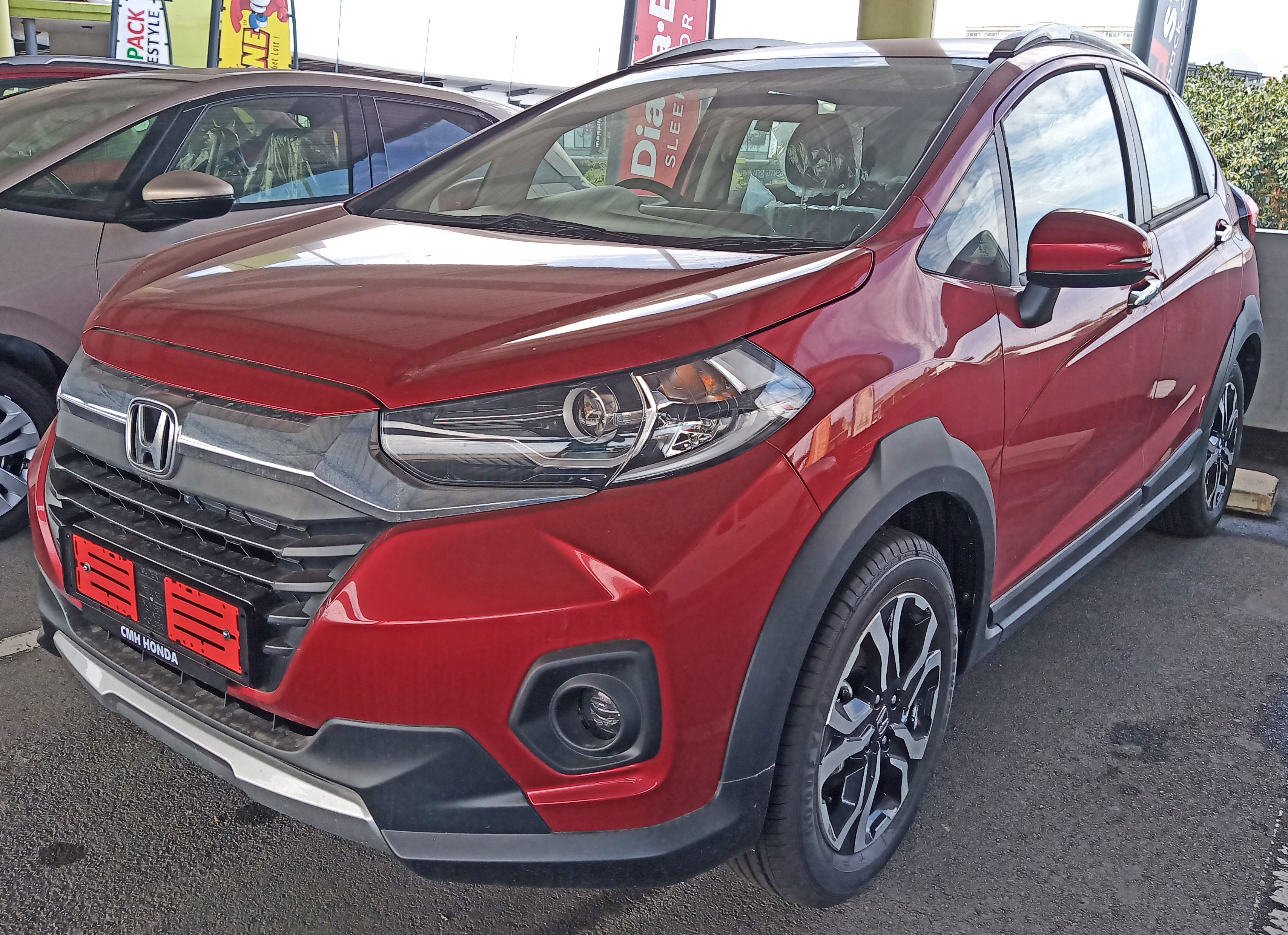
Феслифтинг передней части
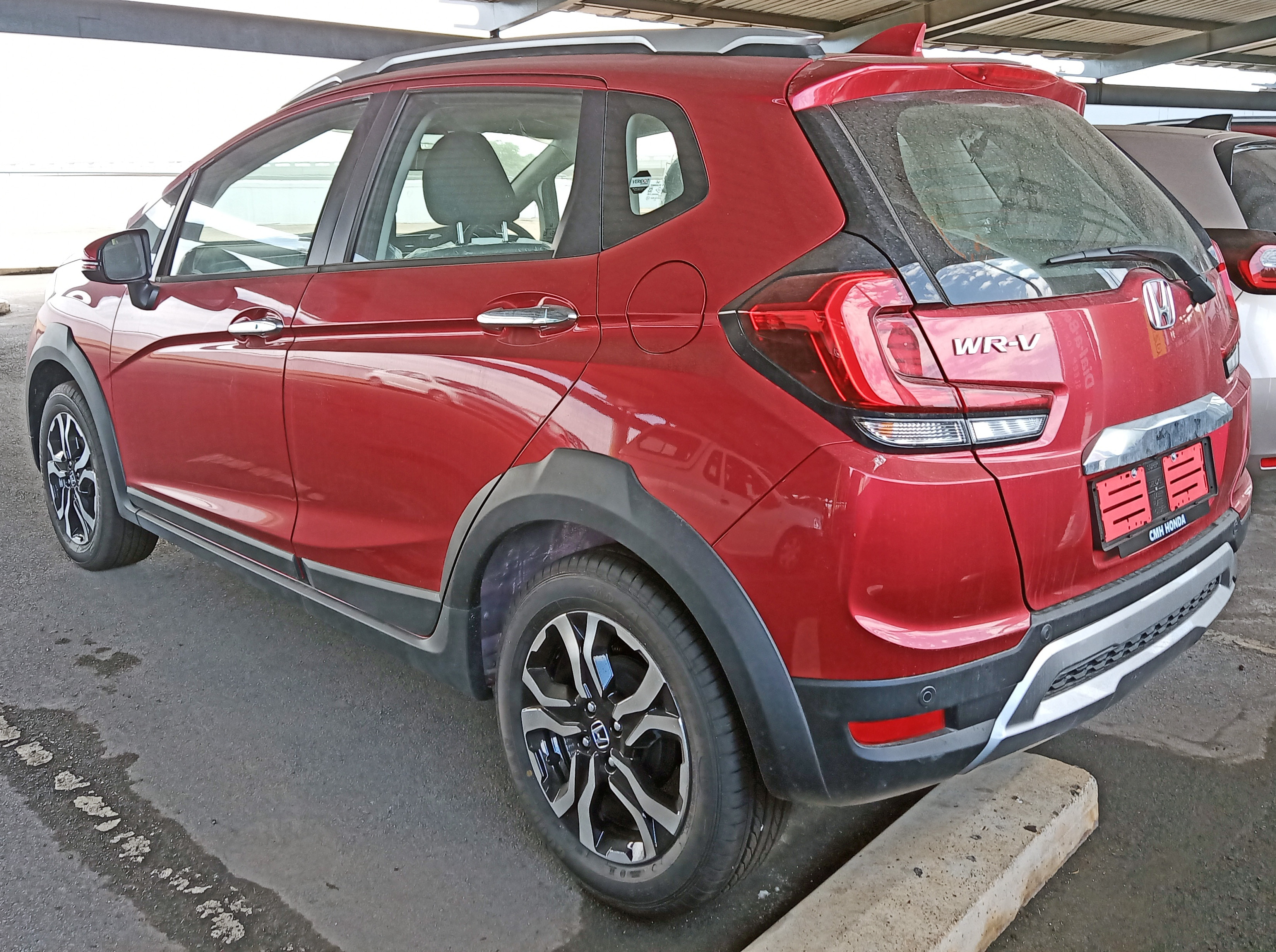
Фейслифтинг задней части

## Второе поколение (DG4; 2022)
Второе поколение Honda WR-V было запущено в производство 2 ноября 2022 года в Индонезии. Ранее 11 ноября 2021 года был представлен концепт-кар SUV RS. 11 августа 2022 года автомобиль проходил испытания.
Второе поколение Honda WR-V было разработано подразделением Honda R&D Asia Pacific. Автомобили разделяют фары, капот и передние двери со вторым поколением Honda Amaze. Приборная панель идентична Honda Amaze и Honda BR-V. Дорожный просвет составляет 220 мм (для малайзийского рынка — 207 мм), что на 32 мм больше, чем у предыдущего поколения.
Экспорт из Индонезии начался 28 февраля 2023 года, а сборка в Малайзии началась в июне 2023 года. Также автомобиль продаётся в Таиланде и Брунее.

### Технические характеристики
Второе поколение Honda WR-V оснащается 1,5-литровым четырёхцилиндровым бензиновым двигателем L15ZF DOHC i-VTEC мощностью 89 кВт (119 л. с.) при 6600 об/мин и крутящим моментом 145 Н⋅м при 4300 об/мин.

### Галерея
- Вид спереди
- Вид сзади
- Интерьер
- SUV RS Concept

## WR-V (Япония; 2024)

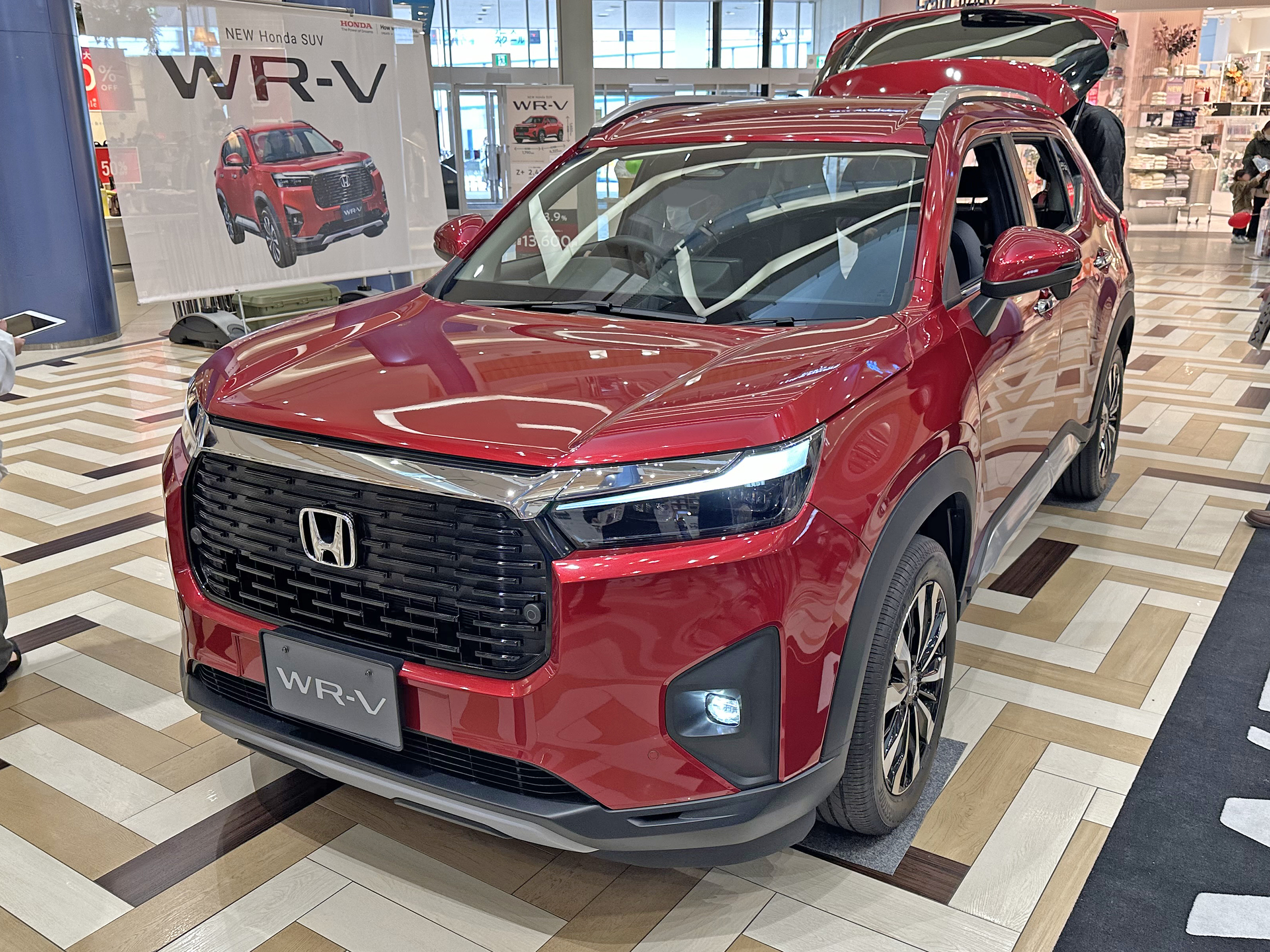
Honda WR-V (Япония)

WR-V был представлен на японском рынке 16 ноября 2023 года. Представляет собой ребеджинг Elevate. Его продажи начались в 2024 году в Индии.

## Продажи
| Год  | Бразилия | Индия  | Индонезия | Малайзия |
| ---- | -------- | ------ | --------- | -------- |
| 2017 | 15,353   | 40,124 |           |          |
| 2018 | 14,801   | 36,835 |           |          |
| 2019 | 12,162   | 19,947 |           |          |
| 2020 | 10,601   | 6,548  |           |          |
| 2021 | 10,330   |        |           |          |
| 2022 | 711      |        | 1,740     |          |
| 2023 |          |        | 20,790    | 7,842    |